# Nikita Kalugin
Nikita Konstantinovich Kalugin (tiếng Nga: Никита Константинович Калугин; sinh ngày 12 tháng 3 năm 1998) là một cầu thủ bóng đá người Nga thi đấu ở vị trí trung vệ cho câu lạc bộ PFC Sochi.

## Sự nghiệp câu lạc bộ
Kalugin có màn ra mắt tại giải bóng đá chuyên nghiệp quốc gia Nga cho Dynamo-2 Moskva vào ngày 28 tháng 7 năm 2016 trong trận đấu với Domodedovo Moskva.
Anh  lần đầu ra sân tại giải Ngoại hạng Nga cho PFC Sochi vào ngày 13 tháng 7 năm 2019 trong trận đấu với Spartak Moscow.

## Sự nghiệp quốc tế
Kalugin đã thi đấu cho đội tuyển bóng đá Nga từ cấp độ U-15 đến U-21. Anh là thành viên đội tuyển U-17 Nga tham gia giải vô địch bóng đá U-17 châu Âu 2015.

## Thống kê sự nghiệp

### Câu lạc bộ
Tính đến 13 tháng 5 năm 2018
| Câu lạc bộ          | Mùa giải            | Giải vô địch        | Giải vô địch | Giải vô địch | Cúp  | Cúp | Châu lục | Châu lục | Tổng cộng | Tổng cộng |
| Câu lạc bộ          | Mùa giải            | Hạng đấu            | Trận         | Bàn          | Trận | Bàn | Trận     | Bàn      | Trận      | Bàn       |
| ------------------- | ------------------- | ------------------- | ------------ | ------------ | ---- | --- | -------- | -------- | --------- | --------- |
| Dynamo Moskva       | 2014–15             | Premier League      | 0            | 0            | 0    | 0   | 0        | 0        | 0         | 0         |
| Dynamo Moskva       | 2015–16             | Premier League      | 0            | 0            | 0    | 0   | –        | –        | 0         | 0         |
| Dynamo Moskva       | 2016–17             | National League     | 7            | 0            | 0    | 0   | –        | –        | 7         | 0         |
| Dynamo-2 Moskva     | 2016–17             | Professional League | 10           | 0            | –    | –   | –        | –        | 0         | 0         |
| Dynamo Moskva       | 2017–18             | Premier League      | 0            | 0            | 1    | 0   | –        | –        | 1         | 0         |
| Dynamo Moskva       | Tổng cộng           | Tổng cộng           | 7            | 0            | 1    | 0   | 0        | 0        | 8         | 0         |
| Tổng cộng sự nghiệp | Tổng cộng sự nghiệp | Tổng cộng sự nghiệp | 17           | 0            | 1    | 0   | 0        | 0        | 18        | 0         |